# HMS Terror (1813)
La HMS Terror fu una bombarda britannica del XIX secolo. Costruita per la Royal Navy nei cantieri Davy di Devon, la nave era armata con due mortai e dieci cannoni. Dopo essere stata utilizzata in diverse operazioni durante la Guerra del 1812, ha partecipato  all'esplorazione delle regioni polari. Andò perduta insieme alla gemella HMS Erebus e all'intero equipaggio durante la cosiddetta spedizione perduta di Franklin.
Il 12 settembre 2016, a 170 anni dalla scomparsa, è stato annunciato il ritrovamento del relitto sommerso dell'HMS Terror, individuato il 3 settembre nella piccola insenatura di Terror Bay, sull'isola di Re Guglielmo, a 50 km dal veliero gemello HMS Erebus, rinvenuto nel 2014. Il relitto è stato scoperto dall'Arctic Research Foundation a 92 km a sud della posizione dove la nave fu abbandonata.

## Nave militare
La Terror prese parte alla guerra del 1812 contro gli Stati Uniti. Sotto il comando di John Sheridan partecipò al bombardamento di Stonington del 9-12 agosto 1814 e di Fort McHenry nella battaglia di Baltimora del 13-14 settembre dello stesso anno. Nel gennaio 1815, sempre sotto il comando di Sheridan la Terror interviene nell'attacco a St. Marys.
Dopo la fine delle ostilità la nave venne tenuta in porto sino al 1828 quando è dislocata nel Mediterraneo. Il 18 febbraio 1828 la nave si arena nei pressi di Lisbona. Dopo essere stata recuperata e riparata la Royal Navy decide di ritirarla dal servizio.

## In Artide
Le bombarde erano navi molto resistenti perché dovevano essere in grado di sopportare il rinculo dei mortai che trasportavano. Questa caratteristica rendeva la Terror adatta al servizio nelle regioni polari, caratterizzate spesso da iceberg alla deriva. Nel 1836 il comando della nave viene assegnato a George Back che conduce una missione nella parte settentrionale della baia di Hudson. Back aveva intenzione di entrare nella baia Repulse e di effettuare una spedizione via terra per determinare la natura di isola o di penisola della Boothia. Tuttavia la Terror non riesce a raggiungere la baia Repulse e resiste a malapena all'inverno nei pressi dell'isola di Southampton. Nella primavera 1837 la nave viene ulteriormente danneggiata da un iceberg. Nonostante le pessime condizioni dello scafo, Back decide di azzardare la navigazione oceanica e raggiunge Lough Swilly sulle coste dell'Irlanda.

## La spedizione di Ross
Dopo le dovute riparazioni, la Terror si unisce alla HMS Erebus per una spedizione in Antartide organizzata da James Clark Ross. La nave viene assegnata al comando di Francis Crozier che per tre stagioni (dal 1840 al 1843) la guiderà nei mari antartici attraversando per due volte il mare di Ross e navigando per mare di Weddell a sud delle isole Falkland.
Il vulcano Terror sull'isola di Ross è stato intitolato alla nave.

## La spedizione di Franklin
Nel 1845 sia la Terror che la Erebus vengono equipaggiate con un motore da 20 CV ed i loro scafi rinforzati con placche di acciaio in preparazione alla spedizione in Artide di John Franklin. Il capitano della Terror è sempre Francis Crozier e l'obiettivo della missione è di raccogliere dati sul magnetismo nell'Artico canadese e di attraversare il passaggio a nordovest da est ad ovest.
La spedizione salpa da Greenhithe il 19 maggio 1845 e le navi sono viste entrare nella baia di Baffin in agosto.
La sparizione della spedizione di Franklin mise in moto una estesa ricerca in Artide, ma il destino dei membri dell'equipaggio venne rivelato soltanto con una serie di esplorazioni tra il 1848 ed il 1866. Entrambe le navi rimasero bloccate dal pack ed abbandonate dall'equipaggio che perì poi nel vano tentativo di raggiungere a piedi Fort Resolution, un avamposto della compagnia della Baia di Hudson, oltre 900 km più a sud. Successive spedizioni che si sono protratte sino ai tardi anni ottanta del XX secolo che hanno incluso autopsie sui corpi dei membri dell'equipaggio hanno rivelato che le razioni in scatola della nave avevano provocato un'epidemia di saturnismo e botulismo. I racconti orali degli Inuit del luogo narrano anche di alcuni casi di cannibalismo.
Nei primi giorni di settembre del 2016 è stato annunciato il ritrovamento del relitto nella Terror Bay, una piccola insenatura dell'isola di Re Guglielmo, a più di 50 chilometri di distanza dalla Erebus. La nave, in perfetto stato, si trova a pochi metri di profondità, tant'è vero che la localizzazione è stata possibile attraverso le testimonianze di alcuni Inuit riguardo alla cima dell'albero principale che emergerebbe periodicamente dalle acque. Le foto subacquee mostrarono intatta l'intera struttura, in particolare la campana di bordo e la ruota del timone.

## Adattamenti
L'ultima spedizione della nave è anche al centro di un romanzo di fantasia scritto nel 2007 dallo scrittore statunitense Dan Simmons che, pur basandosi su tutte le fonti verificate a disposizione, ha ipotizzato sviluppi di carattere anche soprannaturale per le parti rimaste ignote della tragica vicenda. Il romanzo si intitola The Terror (tradotto in italiano con il titolo La scomparsa dell'Erebus).
Sulla base di questo romanzo è stata tratta una mini serie di 10 episodi trasmessa in Italia sulla piattaforma streaming Amazon Prime Video a partire dal 27 marzo 2018. Uno dei produttori esecutivi della serie è Ridley Scott.